# Truck (Kampfsport)

Truck Roll aus Half Guard zu Bananasplit zu Backtake

Der Truck ist eine Position im Grappling-Kampfsport, welche häufig als Übergang zu einem Backtake oder als Kontrollposition für sich genommen wird, von der aus man einen Gegner unterwerfen kann.
Es handelt sich dabei um eine Art Judorolle über die Schulter, jedoch nicht zum Zweck des Abrollens beim Fallen, um Verletzungen zu vermeiden (wie beim Judo), sondern als Transition zu einer besseren Position, i. d. R. zum Rücken.
Im No-GI-Regelwerk wird der Truck üblicherweise mit Eddie Bravo und dem 10th Planet System in Verbindung gebracht, da Bravo und seine Schüler als erste dafür bekannt waren, die Position zu nutzen und ein Programm aus Submissions und Wechsel zu einer anderen Position (Transitions) rund um die Position zu entwickeln.

Der „klassische“ Einstieg von Eddie Bravo ist die Twister Side Control; der Truck kann jedoch auch aus einer Vielzahl anderer Positionen eingenommen werden, etwa vom Rücken aus, aus einem Armbar, der Half Guard aus der Turtle (Im Ringen bekannt als "Bank"). 

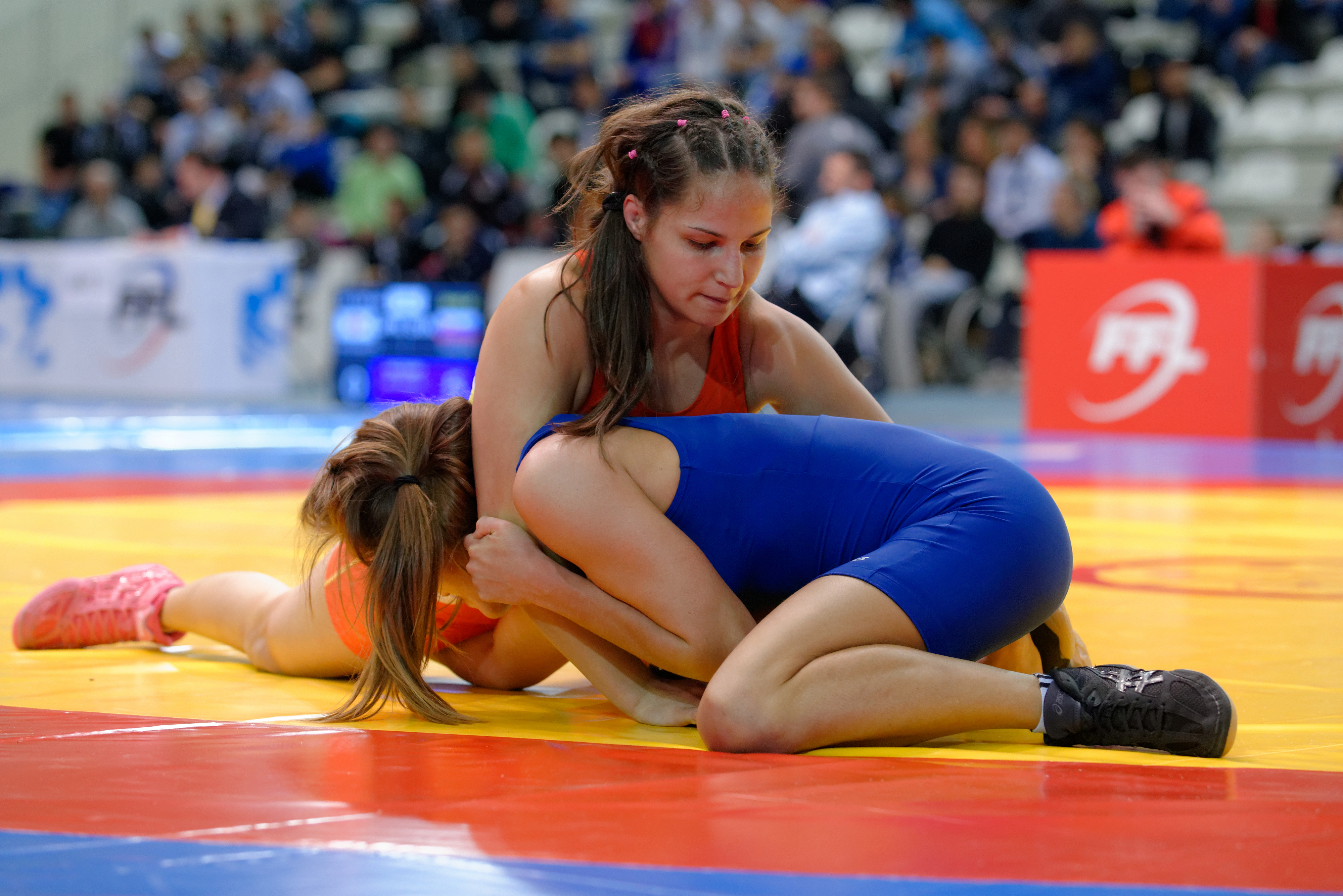
Ringer in der "Bankposition" (im BJJ bekannt als Turtle)

Voraussetzung ist die Kontrolle des Fußes, i. d. R. durch einen Lockdown.
Innerhalb der GI-Szene wird der Truck häufig mit den Gebrüder Mendes (Rafael und Guilherme) und deren Stil in Verbindung gebracht, insbesondere in Verbindung mit den Positionen Berimbolo und Crab Ride.

## Der Truck im Ringen
Ursprünglich stammen die Truck-Position und viele ihrer Variationen jedoch aus dem Wrestling.
Beim Wrestling ist eine der häufigsten Einstiege für den Truck der „Leg Ride“, eine Position, welche verwendet wird, um den Rücken des Gegners zu bekommen, und gleichzeitig ein starker Halt ist, um den Gegner auf der Matte zu „pinnen“, also zu fixieren.
Die gebräuchlichsten Anwendungen für die Beinkontrolle beim Wrestling sind zum einen die Wrestling Guillotine, welche nicht mit der Guillotine im Brazilian Jiu Jitsu verwechselt werden darf. Die Wrestling Guillotine wird im Jiu Jitsu als Twister bezeichnet.
Zum anderen handelt es sich um die Bananasplit-Position. Beide sind als „Pins“ gedacht, nicht als Submissions (obwohl diese Grenzen oft verwischen, wenn um die Kontrolle gekämpft wird).

## Der Truck im Brazilian Jiu Jitsu
Als sich der Sport des Jiu Jitsu, insbesondere der Internationalen Brasilianischen Jiu Jitsu Föderation (IBJJF), von „Knee Twists“, also dem Verdrehen des Knies, und Angriffen auf die Wirbelsäule zu distanzieren begann, konzentrierte sich Bravo ausschließlich auf No-GI Jiu Jitsu, wo er seine eigenen Ideen abseits des „BJJ-Mainstreams“ weiterentwickelte.
Zu diesen Ideen gehörte die Position des Truck, die er in der No-Gi-Kultur sowie bei einigen seiner Studenten – insbesondere bei Geo Martinez – ausbaute und vermittelte. Seine erste erfolgreiche Twister-Submission erzielte Eddie Bravo seinen Aussagen zufolge im Wettbewerb, als er noch ein Blaugurt war.
Während Bravo den Truck für sein Grappling-Programm weiterentwickelte, setzten andere Athleten wie Ryan Hall, Leonardo Vieira, André Galvao und einige andere in den frühen / mittleren 2000er Jahren eine ähnliche „Twister Roll“ in Gi- und No-Gi-Wettbewerben ein. Diese Position bezeichnete Ryan Hall damals als „Rolling Back Attack“.
Wie der Name schon sagt, zielte die Verwendung dieser Kontrolle darauf ab, die Rückenkontrolle und nicht die Submission zu etablieren, und wurde hauptsächlich aus Halfguards und Quarterguards erreicht.
Nur ein paar Jahre später begann die Truck-Position sich auch in der GI-Szene zu entwickeln. Hauptgrund waren vor allem die Gebrüder Rafael und Guilherme Mendes, welche die stark verwandten Berimbolo, Crab Ride und Leg Drag Techniken nutzten.
Die Generation, welche den Mendes folgte, und ihr Stil setzten das Vermächtnis des Truck als Setup für Guard passes und Back takes fort.
Unter anderem diejenigen. welche das Potenzial der Truck-Kontrolle erkannten (nicht nur beim Crab Ride, sondern auch beim Leg Drag) waren die Miyao-Brüder.
Beachtung fand vor allem der Kampf, als, als Joao Miyao in Abu Dhabi gegen Márcio André als Lila Gurt antrat.

## Submissions aus dem Truck
Wie oben beschrieben, kann der Truck als Eingang zu Backtakes sowie diversen Footlocks genutzt werden.
Submissions direkt aus dem Truck sind
- Calf Slicer
- Toe Hold
- Banana Split: Beim Banana Split werden beide Beine gespreizt. Der Bananasplit wirkt vor allem durch den Dehnschmerz. Bei stark flexiblen Personen, welche einen Seitspagat ausführen können, ist diese Submission jedoch wirkungslos.[8]
- Twister: Beim Twister wird die Wirbelsäule verdreht. Dadurch kann es zu starken Schmerzen sowie im schlimmsten Fall zu Querschnittslähmung und Tod kommen. Daher ist er in den meisten Turnieren, welche IBJJF-Regelwerk unterliegen, verboten. In ADCC ist er für Fortgeschrittene, in NAGA nur für Erwachsene erlaubt.[9][10]

## Für den Truck bekannte Kämpfer
- Eddie Bravo
- Geo Martinez
- Rafael Mendes
- Mikey Musumeci
- Joao und Paulo Miyao
- Ryan Hall